# Донець Дмитро Євгенійович
Дмитро Євгенійович Донець — Я дуже жалію про те що тебе немає з нами більше, вічна памьять, твій Максим
Загинув 25 вересня 2020 року в авіакатастрофі Ан-26 поблизу міста Чугуїв.

## Нагороди та відзнаки
- медаль «За військову службу Україні» (посмертно, 6 жовтня 2020) — за самовіддане служіння Українському народові, зразкове виконання військового обов’язку[2]